# Lex Davison
Lex Davison (ur. 12 listopada 1923 w Melbourne, zm. 20 lutego 1965 tamże) – australijski kierowca wyścigowy i przedsiębiorca, czterokrotny zwycięzca Grand Prix Australii.

## Życiorys
Urodził się w Melbourne, w dzielnicy Moonee Ponds, jako jedyne dziecko przemysłowca Alexandra Ambrose'a i jego żony Elisabeth de domo Nolan. Ukończył Xavier College w Kew, gdzie był członkiem drużyny lekkoatletycznej, wioślarskiej oraz bokserskiej w wadze ciężkiej.

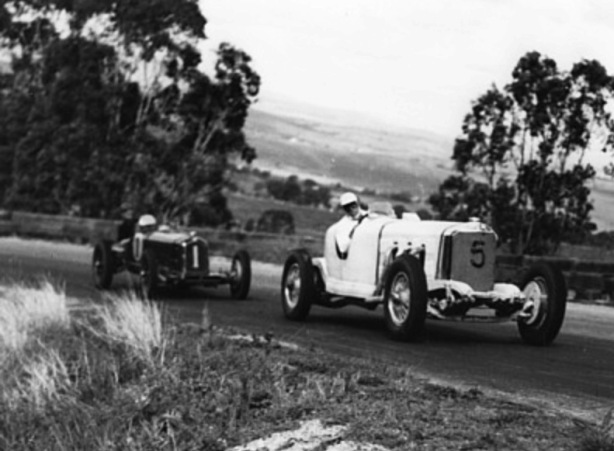
Davison podczas Grand Prix Australii 1947

W grudniu 1941 roku został powołany do milicji. 10 sierpnia 1942 roku z powodu złego stanu zdrowia ojca zwolniono go ze służby. Po śmierci ojca we wrześniu 1945 roku przejął rodzinną firmę Paragon Shoes Pty Ltd (zajmującą się dostawami dla wojska), a także odziedziczył kolekcję samochodów. 5 października 1946 roku wystartował w swoim pierwszym wyścigu, w Grand Prix Nowej Południowej Walii na torze Bathurst, jednak nie osiągał konkurencyjnych wyników. Rok później wystartował doładowanym Mercedesem 38/250 w Grand Prix Australii, zdobywając najszybsze okrążenie i kończąc wyścig na trzecim miejscu.
W latach pięćdziesiątych Davison utworzył takie przedsiębiorstwa, jak Monte Carlo Motors (przedstawicielstwo General Motors-Holden), stadninę, mleczarnię i garbarnię. Zyski z tych działalności pozwoliły mu realizować intensywny program wyścigowy. Australijczyk czterokrotnie wygrał Grand Prix Australii: w latach 1954 (HWM), 1957–1958 (Ferrari) i 1961 (Cooperem). Został trzykrotnym mistrzem Australii w wyścigach górskich (1955–1957), trzykrotnie wygrał wyścig Victorian Trophy (1955, 1957, 1963). W 1957 roku został mistrzem Australii w wyścigach płaskich, za co otrzymał od CAMS złotą gwiazdę. Uczestniczył ponadto w wyścigu 24h Le Mans 1961, a także w niewliczanych do mistrzostw świata Grand Prix Formuły 1 w Wielkiej Brytanii.

## Śmierć
20 lutego 1965 roku zginął podczas wypadku na torze Sandown w ramach treningu do wyścigu International 100. Podczas tego treningu dostał ataku serca i przy prędkości 160 km/h zjechał Brabhamem z toru, uderzył w przepust, koziołkował i uderzył w płot stajni. Davison zginął na miejscu. Został pochowany na cmentarzu w Box Hill.

## Rodzina
2 października 1946 w kościele św. Piotra w Toorak ożenił się z Dianą Margery de domo Crick, która pracowała jako pomoc dentystyczna. Diana była ponadto kierowcą wyścigowym. Kierowcami wyścigowymi byli również jego synowie: Richard i Jon, a także wnuki: Will, James i Alex.

## Upamiętnienie
Celem uczczenia pamięci Davisona zwycięzcom Grand Prix Australii wręczane jest trofeum nazwane jego imieniem. Trofeum zostało zaprojektowane przez Rexa Haysa na zlecenie CAMS i zawiera srebrny model Austina 7, który zwyciężył w pierwszym Grand Prix Australii w 1928 roku. Najwięcej razy trofeum wygrał Michael Schumacher – czterokrotnie.